# Ladislav
Ladislav – wieś w Chorwacji, w żupanii bielowarsko-bilogorskiej, w gminie Hercegovac. W 2011 roku liczyła 367 mieszkańców.